# Renee Olstead
Rebecca Renee Olstead est une actrice et chanteuse de jazz américaine née le 18 juin 1989 à Houston, au Texas, principalement connue pour son rôle de Madison Cooperstein  dans la sitcom La Vie secrète d'une ado ordinaire.
Elle a attiré l'attention de nombreux artistes de jazz.

## Biographie

### Enfance
Renee est née à Kingwood, au Texas, en 1989. Elle est la fille de Christopher Eric Olstead et de Rebecca Lynn Jeffries. Comme enfant actrice, elle est apparue dans des films et des publicités dès l'âge de huit ans. Elle a également suivi les cours de la Centre Stage theatrical school et est mentionnée sur leur site des anciens.
De 2002 à 2006, elle a joué le rôle de Lauren Miller, une adolescente rebelle, dans la sitcom TV Une famille presque parfaite. Ce rôle lui a valu d'être sélectionnée en 2003 aux Young Artist Awards, dans la catégorie Meilleure prestation dans une série télévisée - Premier rôle féminin. Elle remportera finalement ce titre en 2006 dans la catégorie Second rôle féminin.
Elle a également tenu un petit rôle dans le film 30 ans sinon rien en 2004. Elle est actuellement covedette de la série d'ABC La Vie secrète d'une ado ordinaire. Renee Olstead y joue le personnage de Madison Copperstein, l'une des meilleures amies d'Amy.

### Carrière musicale
En 2004, Renee Olstead a sorti chez Warner Bros. Records un album éponyme de chansons de jazz et de standards de la pop. Alors que ses précédents opus n'avaient eu qu'une distribution limitée, cet album a reçu de bonnes critiques et a été considéré comme son premier. Elle a ensuite participé au festival Live 8 à Berlin le 2 juillet 2005. Renee a également enregistré avec le trompettiste Chris Botti, sur son album de 2005, To Love Again: The Duets et apparaît sur le DVD en 2006, Chris Botti Live with Orchestra and Special Guests.
Son style est influencé par les chanteuses de jazz, comme Ella Fitzgerald et Sarah Vaughan. Son talent musical aurait été découvert par le compositeur David Foster, qui a produit son album de 2004. Plus tard, elle a également joué avec Foster dans l'émission télévisée d'Oprah Winfrey.
Un album intitulé Skylark, également produit par Foster, devait à l'origine sortir en 2005, mais il a ensuite été repoussé à plusieurs reprises. Les boutiques en ligne (comme Amazon.com) avaient mentionné une date de sortie à l'été 2006, puis début 2007. Prévu par la suite pour le mois de juin 2008, sa sortie a de nouveau été retardée. Il est finalement paru le 27 janvier 2009, près de quatre ans après la date initialement annoncée.

## Discographie

### Albums
- Stone Country (2000)
- Unleashed (2000)
- By Request (2002)
- Renee Olstead (album) (2004)
- Kit Kittredge: An American Girl (soundtrack) (2008)
- Skylark (album) (2009)
- A Tribute to Billie Holiday (various artists) (2009)

## Filmographie

### Cinéma

#### Courts métrages
- 1997 : L'Huissier (The Usher) : Little Girl
- 2014 : The Monogamy Experiment Short

#### Longs métrages
- 1996 : Cadillac Ranch : Katherine Mary jeune
- 1999 : La Fin des temps : Amy
- 1999 : Révélations (The Insider) : Deborah Wigand
- 2000 : Space Cowboy : une petite fille
- 2003 : Le Casse : une scoute
- 2004 : 30 ans sinon rien : Becky
- 2012 : The Monogamy Experiment : Renee Ramrock
- 2013 : The Midnight Game : Kaitlan
- 2015 : Unfriended de Levan Gabriadze : Jess

### Télévision

#### Téléfilms
- 1995 : Une petite ville bien tranquille (Deadly Family Secrets) : Emily Pick
- 1996 : Ceftin Wiz Kids : Katie
- 1996 : Santa, la NASA et l'Homme dans la Lune : Renee Olstead
- 1997 : Out There : Megan Tollman
- 2000 : Geppetto (en) : Featured
- 2007 : Dangereuse convoitise (Point of Entry) : Melinda
- 2007 : Super Sweet 16: The Movie de Neema Barnette : Sky Storm
- 2011 : Voleurs de stars (The Bling Ring) : April
- 2014 : Work Mom : Heather
- 2015 : Pacte sur le campus : Annabel

#### Séries télévisées
- 1995 : Lonesome Dove : Le Crépuscule (Streets of Laredo) (mini-série) (saison 1, épisode 03) : Marci Fant
- 1998 : Reunited : Ami Beck
  - (saison, épisode : Pilot)
  - (saison, épisode : Mommy, Mommy)
  - (saison, épisode : The Mother Meets the Parents)
  - (saison, épisode : Where Is Joanne Going, and When?)
  - (saison, épisode : Nikki Tells Her Parents Off)
- 1998 : Les Anges du bonheur (Touched by an Angel) (saison 4, épisode 07 : Appels anonymes) : Bits
- 1999 : Chicken Soup for the Soul (saison, épisode : Where's My Kiss, Then?) : Lauren
- 1999 : Providence (saison 2, épisode 09 : Tout peut changer) : petite fille
- 2002 : Spy Girls (She Spies) (saison 1, épisode 03 : Charité mal ordonnée) : Amy Divornak
- 2002 : My Guide to Becoming a Rock Star (saison 1, épisode 03 : Fame) : Selma
- 2002 - 2006 : Une famille presque parfaite (Still Standing) (86 épisodes) : Lauren Miller
- 2003 : Filmore! (saison, épisode : South of Friendship, North of Honor) : Lucille (voix)
- 2008 - 2013 : La Vie secrète d'une ado ordinaire (The Secret Life of the American Teenager) (89 épisodes) : Madisson Copperstein

## Récompenses et nominations

### Récompenses
- 2006: Young Artist Award, Meilleure prestation dans une série télévisée - Second rôle féminin pour "Une famille presque parfaite".